# 小栗潮
小栗 潮（おぐり うしお、男性、1921年（大正10年）3月11日 - 2013年（平成25年）6月20日）は、日本画家。日展参与。
佐賀県西松浦郡有田町出身。1944年（昭和19年）東京美術学校（現東京芸術大学）日本画科卒。同年学徒出陣。1947年（昭和22年）第一作「不忍池」が院展入選。1956年（昭和31年）日展に所属、同年「尾瀬沼畔」入選。翌年、第十三回展において「尾瀬沼」が初の特選を受賞した。1991年、第23回日展にて文部大臣賞を受賞。
山口蓬春、山本丘人らに師事した。2013年6月20日死去、92歳。